# Goschenhof (Wassertrüdingen)
Goschenhof ist ein Gemeindeteil der Stadt Wassertrüdingen im Landkreis Ansbach (Mittelfranken, Bayern). Goschenhof liegt in der Gemarkung Fürnheim.

## Geografie
Der Weiler liegt am Herbstwiesengraben, einem rechten Zufluss des Forstgrabens, der wiederum ein rechter Zufluss der Wörnitz ist. Unmittelbar südlich des Ortes Oettinger Forst befindet sich eine Keltenschanze. Eine Gemeindeverbindungsstraße führt nach Himmerstall (1,1 km nordwestlich) bzw. nach Fürnheim (1,1 km nordöstlich) jeweils zur Kreisstraße AN 47.

## Geschichte
Goschenhof lag im Fraischbezirk des oettingen-spielbergischen Oberamtes Aufkirchen, was jedoch vom ansbachischen Oberamt Wassertrüdingen bestritten wurde. Gegen Ende des 18. Jahrhunderts bestand der Ort aus zwei Anwesen (1 Hofgut, 1 öder Hof), die beide das oettingen-spielbergische Verwalteramt Dornstadt als Grundherrn hatten.
Infolge des Gemeindeedikts wurde Goschenhof 1809 dem Steuerdistrikt und der Ruralgemeinde Fürnheim zugeordnet. Im Zuge der Gebietsreform in Bayern wurde Goschenhof am 1. Mai 1978 nach Wassertrüdingen eingemeindet.

### Einwohnerentwicklung
| Jahr      | 001818 | 001861 | 001871 | 001885 | 001900 | 001925 | 001950 | 001961 | 001970 | 001987 |
| Einwohner | 10     | 13     | 21     | 19     | 20     | 17     | 27     | 13     | 12     | 8      |
| Häuser    | 2      |        |        | 3      | 5      | 4      | 4      | 3      |        | 3      |
| Quelle    | [ 9 ]  | [ 10 ] | [ 11 ] | [ 12 ] | [ 13 ] | [ 14 ] | [ 15 ] | [ 16 ] | [ 17 ] | [ 1 ]  |

## Religion
Der Ort ist evangelisch-lutherisch geprägt und bis heute nach St. Nikolaus (Fürnheim) gepfarrt. Die Einwohner römisch-katholischer Konfession sind nach St. Rufus (Hausen) gepfarrt.